# Dongzhou (sockenhuvudort i Kina, Zhejiang Sheng, lat 30,08, long 119,98)
Dongzhou (kinesiska: Dongzhou Jiedao) är en sockenhuvudort i Kina. Den ligger i provinsen Zhejiang, i den östra delen av landet, omkring 26 kilometer sydväst om provinshuvudstaden Hangzhou. Antalet invånare är 45 715. Befolkningen består av 21 750 kvinnor och 23 965 män. Barn under 15 år utgör 13,0 %, vuxna 15-64 år 76 %, och äldre över 65 år 9,0 %.
Runt Dongzhou är det tätbefolkat, med 343 invånare per kvadratkilometer. Närmaste större samhälle är Puyan, 17,9 km nordost om Dongzhou. Trakten runt Dongzhou består till största delen av jordbruksmark.
Genomsnittlig årsnederbörd är 1 869 millimeter. Den regnigaste månaden är juni, med i genomsnitt 328 mm nederbörd, och den torraste är november, med 74 mm nederbörd.